# Unununium (système d'exploitation)
Pour les articles homonymes, voir Unununium.
Unununium (abréviation Uuu) est un projet de système d'exploitation en logiciel libre ayant comme but de créer un système en temps réel graphique à composants. Il fut nommé d'après l'ancien nom du 111e élément chimique, le roentgenium, dont le nom IUPAC temporaire était unununium jusqu'en novembre 2004. L'équipe du projet  décrivait ses buts ainsi :

« Nous voulons un système complètement dynamique, où absolument aucun composant individuel n'est requis en mémoire de façon permanente, où la vitesse des applications en cours d'utilisation est de première importance, et où les programmeurs ont un total contrôle de la machine. »

## Composants
Un des objectifs primitifs était d'améliorer grandement et de simplifier la communication entre les différents composants. Il ne devrait pas y avoir de différence entre une application et une bibliothèque de programmes. À la différence de la plupart des architectures des systèmes d'exploitation dans lesquelles les applications peuvent utiliser des bibliothèques existantes en partage, l'environnement d'Unununium aurait été construit sur la base d'une hiérarchie de composants où chacun d'entre eux est désigné pour une tâche spécifique, telle que l'édition d'une entrée de texte. Au moyen du "moteur" Unununium, chaque composant aurait pu être chargé, déchargé ou remplacé de façon dynamique, durant l'exécution.

## Statut
Le projet a été temporairement abandonné en mars 2007, puis le développement a repris en juin 2009.